# 卡拉蘇克
53°44′N 78°02′E / 53.733°N 78.033°E
卡拉蘇克（俄语：Карасук）是俄羅斯新西伯利亞州的一座城市，位於州的西南部。2002年人口28,734人。
1954年設市。